# Суфри Болкиах
Суфри Болкиах (малайск. Soufri Bolkiah; род. 31 июля 1951) — брунейский принц и спортивный функционер, младший брат султана Хассанала Болкиаха.

## Биография
Принц Суфри Болкиах родился 31 июля 1951 года в семье султана Омара Али Сайфуддина III и его супруги Пенгиран Анак Дамит. Среди его братьев Хассанал Болкиах, который с 1967 года является султаном Брунея.
Получил домашнее образование во дворце, а затем учился в Институте Виктории (Куала-Лумпур).
Был главой нефтяной компании Primal Corporation, которая занималась изучением нефти и газа во Вьетнаме.
Принц Суфри участвовал на Играх Содружества 1990 года, где в соревнованиях по стрельбе, заработал 127 очков и занял последнее место.
С 21 июля 2010 года принц Суфри является председателем Олимпийского комитета Брунея.

## Семья
Был женат 4 раза, у него 10 детей, среди которых 7 сыновей и 3 дочери.